# Karwica (województwo pomorskie)
Karwica (dodatkowa nazwa w j. kaszub. Karwica) – wieś kaszubska w Polsce położona w województwie pomorskim, w powiecie lęborskim, w gminie Cewice. Wieś jest siedzibą sołectwa Karwica, w którego skład wchodzi również miejscowość Lesiaki. W pobliżu miejscowości zlokalizowany jest rezerwat przyrody Karwickie Źródliska.
W latach 1975–1998 miejscowość administracyjnie należała do województwa słupskiego.
Inne miejscowości o nazwie Karwica: Karwica, Karwice